# عندما تتحول الأنفاس إلى هواء
عندما تتحول الأنفاس إلى هواء، كتاب السيرة الذاتية غير الروائية الذي كتبه الدكتور بول كالانيثي. على شكل مذكرات عن حياته ومرضه، وقتاله مع المرحلة الرابعة لسرطان الرئة النقيلي. نشرت راندوم هاوس الكتاب في 12 يناير 2016 بعد وفاته.
في عامه الأخير من الإقامة في جراحة الأعصاب في جامعة ستانفورد، عانى الدكتور بول كالانيثي من تغييرات سلبية في صحته. حيث بدأ فقدان الوزن السريع، وآلام الظهر والصدر الحادين في إثارة القلق بالنسبة له ولزوجته لوسي، وكان بول يخشى بأن أحد الأسباب المحتملة لأعراضه هو سرطان العمود الفقري، وهو أمر غير مرجح بالنسبة للناس في الثلاثينات من العمر.
ومع ذلك، عندما يقوم بفحص طبي روتيني بالأشعة السينية يبدو كل شيء جيدًا، يعزو طبيب الرعاية الأولية الأعراض إلى العمر والعمل الزائد، في السادسة والثلاثين، اكتسب الدكتور كالانيثي شهرة وطنية وأصبح عضواً محترماً في المجتمع الطبي.
مصممًا على إنهاء الأشهر الأخيرة من إقامته الطبية، قام بتجاهل الأعراض التي لم تهدأ، بعد بضعة أسابيع تعود الأعراض نفسها أقوى من ذي قبل، في هذا الوقت، يمر بول ولوسي بلحظة عصيبة في علاقتهما عندما تشعر لوسي أن بول لا يتواصل معها، وأثناء زيارته لبعض الأصدقاء في نيويورك، كان بول تقريباً شبه متأكد بأنه مصاب بالسرطان لذا قالها بصوت مرتفع لأول مرة لصديقه مايك. وعند عودته إلى المنزل، أثناء هبوطه في سان فرانسيسكو، يتلقى بول مكالمة من طبيبه يخبره أن رئتيه «تبدو ضبابية». وعندما وصل إلى المنزل مع لوسي، أعلمها بالخبر، في اليوم التالي، يقوم بول بالذهاب إلى المستشفى، للغرفة التي يفحص فيها مرضاه، للتأكد بنفسه. مع هذا الحدث، يختفي المستقبل الذي عمل من أجله بول بجد كل هذه السنوات الماضية أمام عينيه.

## خلفية
قبل كتابةعندما تتحول الأنفاس إلى هواء، كان بول كالانيثي جراح أعصاب مقيم بعدما حصل على الدكتوراه في علم الأعصاب. في مايو 2013، تم تشخيص مرض كالانيثي بسرطان الرئة من الدرجة الرابعة.
كما خضع كالانيثي لعلاج السرطان، شارك تأملاته وانطباعاته حول المرض والطب، بنشر مقالات في صحيفة نيويورك تايمز، وذا باريس ريفيو وستانفورد الطبية، وقام بالمشاركة في عدة مقابلات لوسائل الإعلام والمنتديات العامة. كما بدأ العمل في كتاب سيرته الذاتية عن تجاربه كطبيب ومريض يواجه مرضاً حتمياً.
توفي كالانيثي في مارس 2015 عن عمر يناهز 37 عامًا، وتم نشر مذكراته بعد موته بــ 10 أشهر. تضمن الكتاب مقدمة للدكتور أبراهام فيرغيزي وخاتمة من لوسي، أرملة بول كالانيثي.

## القصة
بحثاً عن حياة أفضل، يقوم والد بول بالتنقل بالعائلة من برونكسفيل، نيويورك إلى كينغمان، أريزونا عندما كان بول في العاشرة من عمره. كان والد بول طبيباً يكرس معظم وقته للطب وغائب بشكل ملحوظ عن المنزل. واعتقاداً منه أنه لكي يصبح طبيباً ناجحاً، عليه أن يكون بعيداً عن الأسرة مثل والده، أصبح بول مهووساً بالطب لدرجة كبيرة، على الرغم من أن بول وشقيقيه يتمتعان بالحرية الجديدة في وسطهما الصحراوي، فإن والدتهما كانت تقلق باستمرار على مستقبلهما الأكاديمي في بلدة أعلن عنها الإحصاء الأمريكي «المنطقة الأقل تعليماً في أمريكا». وكونها غير راغبة في السماح لأي شيء بأن يقف بوجه تعلمهم، قالت أنها كانت تحصل على لوائح قراءة الكلية كي تغرس في أبنائها حب الأدب. وفي فصل الصيف قبل التوجه إلى جامعة ستانفورد للدراسة، يقرأ بول كتاب الشيطان: تحليله النفسي والعلاج من قبل الراحل الدكتور كاسلر، JSPS، من تأليف جيريمي ليفين. فكرة الكتاب أن الوعي هو نتيجة للدماغ أثناء قيامه بعمله، يثير الكتاب فضول بول لعلم الأعصاب.
بعد الانتهاء من الحصول على درجات في الأدب الإنجليزي والبيولوجيا البشرية، يرى بول أنه لا يزال هناك الكثير لتعلمه. يتم قبوله في برنامج الماجستير في الأدب الإنجليزي في جامعة ستانفورد، وبعد ظهر أحد الأيام - مدفوعًا برغبته في فهم معنى الحياة - يكتشف الدعوة لممارسة الطب لأول مرة. يستعد بول للتقدم إلى مدرسة الطب، ويستخدم وقت فراغه لدراسة تاريخ وفلسفة العلوم والطب في كامبريدج. في وقت لاحق بدأ بدراسة الطب في جامعة يال. خلال فترة وجوده في جامعة يال، التقى بول بزوجته، لوسي. بعد دراسة الطب، تبدأ لوسي كطبيبة مقيمة مختصة في الطب الباطني في جامعة كاليفورنيا وبول في جراحة الأعصاب في ستانفورد. في البداية كان بول يميل إلى الصرامة في عمله كجراح أعصاب، وفي سنته الرابعة، ينضم إلى مختبر علم الأعصاب الخاص بأستاذ مدعو يدعى "V". في السنة السادسة من الإقامة، يعود بول إلى واجباته في المستشفى وقد وصل إلى الاعتراف المهني يشعر أنه وجد مكانه في العالم أخيراً.
تأخذ حياة بول منعطفاً غير متوقع، بعد أسابيع من المشاكل الصحية، تأكد أنه مصاب بسرطان الرئة. الصور التي تم الحصول عليها من الأشعة المقطعية تُبين أن أعضاءه الحيوية معرضة للخطر بسبب السرطان، مما تسبب لبول ولوسي بالحزن الشديد. ليبدأ بعدها في البحث عن أفضل الخبراء في مجال علم الأورام، حيث بدأ العلاج مع طبيبة تدعى «إيما هايوارد». بسبب حالته، بدلاً من التراجع والسماح للدكتورة هايوارد بعرض رأيها المهني، يتوقع بول أن يعامل كمهني وليس كمريض، حتى لو كانت حالته حرجة. تقترح الدكتورة هايوارد العثور على جذر السرطان قبل تحديد خيارات العلاج. في هذه الأثناء، تساعده عائلته في رحلة تحوله من طبيب إلى مريض، ويقرر مع لوسي، استكشاف الخيارات الإنجابية قبل موته. لذا يقومان بزيارة بنك الحيوانات المنوية واتخاذ قرار إنجاب طفل. تصل نتائج الاختبار ويكتشف بول أن سرطانه سببه طفرة في عامل نمو البشرة (Epidermal growth factor receptor). هذه الحقيقة تمنحه بعض الارتياح لأن ذلك يعني أنه يمكن علاجه ب «تارسيفا» (عقار) بدلاً من العلاج الكيميائي.
تهدأ الأعراض مع العلاج، وفي مكتب الدكتور هايوارد، يشعر بول بنفسه مرة أخرى. بعد أسابيع من استخدام الدواء، تظهر الأشعة المقطعية عدداً محدوداً من الأورام في رئتي بول، رغم ذلك صمم على العودة كطبيب إلى غرفة العمليات، ومرة أخرى، لا يستطيع بول الانتهاء من الجراحة الأولى بسبب صحته، ومع ذلك، فإن قوته وأسلوبه يتحسنان بمرور الوقت. ومع قدوم طفلته الأولى في يونيو، يعمل بول مرة أخرى أشعة مقطعية بعد أشهر من الأولى. ليكتشف ورماً كبيراً في رئته اليمنى وبدون خوف، يبحث بول ولوسي عن خيارات أخرى لو كانت متاحة. ثم يتقاعد بعدها بول من الجراحة إلى أجل غير مسمى ويبدأ العلاج الكيميائي. تفاعُل بول مع العلاج الكيماوي أضر بحالته الصحية التي تدهورت، ومع فشل العلاج الكيميائي، لا تُوَفر خيارات العلاج الأخرى الكثير من الأمل لبول. لتصبح حالته شديدة لدرجة أن الدكتورة هيوارد توقعت أنه لم يعد يملك الكثير من الوقت، وهو أمر كانت قد رفضته بشدة من قبل. في 4 يوليو 2014، ولدت إليزابيث أكاديا «كادي» وملأت حياة بول بالأمل والفرح، حتى في أحلك ساعة.

## استقبال
عندما تتحول الأنفاس إلى هواء من أكثر الكتب مبيعاً حسب قائمة نيويورك تايمز، حيث قضى 68 أسبوعاً في قائمة الكتب غير الخيالية الأكثر رواجاً.
أعطى مات مكارثي من صحيفة «يو إس إيه توداي» 4 من 4 نجوم، وقال: «إنها قصة رائعة ومذهلة للغاية، أثرت علي لدرجة أنني أضطر إلى أخذ العشرات من الاستراحات فقط مع نفسي بشكل كافٍ لتجاوزها». كتب نيك روميو من «بوسطن غلوب» أنه «يمتلك جاذبية وحكمة مأساة يونانية قديمة». وذكرت ميليسا مايرز من «مجلة انترتينمنت ويكلي» أن الكتاب كان «أصليًا جدًا» ومدمّرًا جدًا.. العيب الوحيد هو أن الكتاب، مثل حياة بول، ينتهي في وقت مبكر جداً.

### الجوائز والتكريمات
- 2017 جائزة Wellcome Book [9]
- 2017 جائزة بوليتزر، للسيرة الذاتية، ((تأهل للنهائيات.[10]
- 2017 جائزة Jan Michalski.[11]
- 2016 الفائز باختيار Goodreads

## إصدارات أخرى
صدرت النسخة الإنجليزية الأولى في الولايات المتحدة في يناير 2016 وتليها طبعة المملكة المتحدة الإنجليزية من قبل بودلي هيد في فبراير 2016. تم إصدار طبعة عامة من المملكة المتحدة في 5 يناير 2017. تمت ترجمة الكتاب ونشره بـ 39 لغة.
| البلد            | الناشر                                                    | التاريخ     | اللغة       | العنوان                                      |
| ---------------- | --------------------------------------------------------- | ----------- | ----------- | -------------------------------------------- |
| البرازيل         | Sextante                                                  | مايو 2016   | البرتغالية  | O Último Sopro de Vida                       |
| بلغاريا          | Ciela                                                     | مارس 2017   | البلغارية   | И ДЪХЪТ СТАHА ВЪЗДУХ                         |
| الصين            | Owl Media/Zhejiang Publishing House of literature and Art | دجنبر 2016  | الصينية     | 当呼吸化为空气                               |
| الصين            | Beijing Xiron Books                                       | أغسطس 2016  | الصينية     | 當呼吸化為空氣 (Dang hu xi hua wei kong qi)  |
| كرواتيا          | Mozaik knjiga                                             | مارس 2017   | الكرواتية   | DAH KOJI ŽIVOT ZNAČI                         |
| التشيك           | Noxi                                                      | أكتوبر 2016 | التشيكية    | Můj poslední výdech                          |
| الدنمارك         | Lindhardt og Ringhof                                      | شتنبر 2016  | الدنماركية  | Før jeg forsvinder                           |
| إستونيا          | Ajakirjade                                                | سبتمبر 2016 | الإستونية   | Kui hingusest saab õhk                       |
| فنلندا           | Bazar                                                     | يناير 2017  | الفنلندية   | Henkäys on ilmaa vain                        |
| فرنسا            | JC Lattes                                                 | فبراير 2017 | الفرنسية    | Quand le souffle rejoint le ciel             |
| ألمانيا          | Albrecht Knaus Verlag                                     | أبريل 2016  | الألمانية   | Bevor ich jetzt gehe                         |
| هنغاريا          | Casparus Kiadó                                            | يوليو 2016  | الهنغارية   | Elillanó Lélekzet                            |
| آيسلندا          | Forlagið                                                  | فبراير 2017 | الآيسلندية  | Andartak eilífðar                            |
| إيطاليا          | Mondadori                                                 | أبريل 2016  | الإيطالية   | Quando il respiro si fa aria                 |
| الهند            | DC Books                                                  | فبراير 2017 | الملايوية   | പ്രാണൻ വായുവിലലിയുമ്പോൾ                               |
| الهند            | Sandhya Publications                                      | فبراير 2017 | التاميلية   | சுவாசம் காற்றில் கரைந்தபோது                             |
| أندونيسيا        | Mizan                                                     | سبتمبر 2016 | الأندونيسية | When Breath Becomes Air                      |
| اليابان          | Hayakawa Shobo                                            | دجنبر 2016  | اليابانية   | いま、希望を語ろう (Ima kibo o kataro)       |
| كوريا            | Next Wave                                                 | سبتمبر 2016 | الكورية     | 숨결이 바람 될 때 (Sumgyŏli param toel ttae) |
| أمريكا اللاتينية | Oceano                                                    | سبتمبر 2016 | الإسبانية   | El buen doctor                               |
| ليتوانيا         | Baltos Lankos                                             | يونيو 2016  | الليتوانية  | Įkvėpti tylą                                 |
| هولندا           | Holland Diep                                              | أكتوبر 2016 | هولندية     | Als adem lucht wordt                         |
| النرويج          | Forlaget Press                                            | سبتمبر 2016 | النرويجية   | Når pust blir til luft                       |
| بولندا           | Wydawnictwo Literackie                                    | سبتمبر 2016 | البولندية   | Jeszcze jeden oddech                         |
| البرتغال         | Saida de Emergencia                                       | أبريل 2016  | البرتغالية  | Antes de Eu Partir                           |
| رومانيا          | Nemira                                                    | سبتمبر 2016 | الرومانية   | Cu Ultima Suflare                            |
| روسيا            | Eksmo                                                     | يناير 2017  | الروسية     | Когда дыхание растворяется в воздухе         |
| السعودية         | مكتبة جرير                                                | يناير 2018  | العربية     | عندما تتحول الأنفاس إلى هواء                 |
| صربيا            | Laguna                                                    | يونيو 2016  | الصربية     | Dah života                                   |
| سلوفاكيا         | Noxi                                                      | أكتوبر 2016 | السلوفاكية  | Môj posledný výdych                          |
| سلوفينيا         | Ucila/Taught International                                | ماي 2016    | السلوفينية  | Ko Dih Postane Zrak                          |
| إسبانيا          | Seix Barral                                               | سبتمبر 2016 | الإسبانية   | Recuerda que vas a morir. Vive               |
| السويد           | Norstedt                                                  | مايو 2016   | السويدية    | När andetagen blir till luft                 |
| تايلاند          | Openworlds                                                | أكتوبر 2016 | تايلاندية   | เมื่อลมหายใจกลายเป็นอากาศ                       |
| تركيا            | Altin Kitaplar                                            | دجنبر 2016  | التركية     | Son Nefes Havaya Karışmadan                  |
| أوكرانيا         | Family Leisure Club                                       | يوليو 2016  | الأوكرانية  | КОЛИ ПОДИХ СТАЄ ПОВІТРЯМ                     |
| فيتنام           | Alphabooks                                                | يونيو 2017  | الفيتنامية  | Khi hơi thở hóa thinh không                  |